# 木戶大聖
木戶大聖（日语：／ Kido Taisei，1996年12月10日—），日本演員，出生於福岡縣北九州市，為經紀公司Tristone Entertainment旗下藝人。在2022年Netflix影集《First Love 初戀》中飾演主角并木晴道的少年時期。

## 主要出演作品

### 電視劇
- 我們做了 第10集 （2017年9月19日、關西電視台）
- 明日的約定（2017年10月17日 - 12月19日、關西電視台） 飾 籃球社社員
- anone 第1集 （2018年1月10日、日本電視台） 飾 清潔工宮部
- 路人超能100 第6集（2018年2月9日、東京電視台）
- 想應徵簡單的工作看看 第9集（2019年9月16日、日本電視台）
- 絕對零度 第4季 第6集（2020年2月10日、富士電視台）
- Memories～護理師們的故事 （2020年10月4日 - 2021年3月28日、BS日本）飾 秋村正博
- 家族的照片（2022年1月2日、東海電視台）飾 中川和哉
- 旅館員工東堂克生的事件檔案～八岳度假村殺人事件（2022年1月22日、BS-TBS）飾 篠崎雅樹
- DRAFT KING 第5集・第6集（2023年5月6日・13日、WOWOW）飾 北畠翔
- 我們的校内放送（2023年8月2日 - 23日、富士電視台）飾 今野浩哉（主演）
- 尤莉亞老師的紅線（2023年10月19日 - 12月14日、朝日電視台）飾 伴優彌
- 萬博的太陽（2024年3月24日、朝日電視台）飾 倉本鉄平
- 9Border（2024年4月19日 - 6月21日、TBS）飾 高木陽太
- 海的開始（2024年7月1日 - 9月23日、富士電視台）飾 月岡大和
- 香草日常（2025年1月20日 - 3月13日、NHK綜合）飾 秋山靜

### 網路劇
- 主人公（2019年9月2日 - 10月7日、YouTube））飾 若槻勝
- イケMEN！～只有3分鐘的心動男友～ 第1集・第2集（2021年11月11日 - 11月18日、Spotify） 飾 Ayato
- Hulu U35クリエイターズ・チャレンジ「脱走球兒」（2022年2月、Hulu）- 主演 遠藤Masao
- First Love 初戀（2022年11月24日、Netflix） - 飾 並木晴道（少年時期）[3]
- 忍者之家（2024年2月15日、Netflix）飾 京谷康平

### 電影
- 紅葉橋（2018年8月）飾 新村啓太
- 銀魂2：規矩是為了被打破而存在的（2018年8月17日）
- 鄰居同居2（2019年3月21日） 飾 竹村
- 說再見前的30分鐘（2020年1月24日）
- 向上攀吧小寺同學（2020年7月3日）飾 真壁
- 怪獸死了怎麼辦（2022年2月4日）飾 須田
- 騷亂女孩（2022年11月25日）飾 鈴木祐介
- WIND BREAKER（2025年12月5日）飾 榆井秋彥

### 動畫電影
- 你的顏色（2024年8月30日） 飾 影平ルイ[4]

## 外部連結
- 木戶大聖經紀公司官方頁面 （页面存档备份，存于）
- 木戶大聖的Instagram帳戶